# 노베 유타
노베 유타(일본어: 延 祐太, 1998년 6월 4일~)는 일본의 축구 선수이다.

## 구단 경력
그는 2021년 J3리그의 후쿠시마 유나이티드 FC에 입단했다. 2023년까지 63경기에 출전하여, 3득점을 넣었다.